# Ruder-Europameisterschaften 1913
Die Ruder-Europameisterschaften 1913 fanden am 24. August 1913 in Gent, Belgien auf dem Kanal Gent–Terneuzen statt.

## Ergebnisse
| Bootsklasse                 | Gold | Silber | Bronze |
| --------------------------- | --- | --- | --- |
| Einer (M1x)                 | Friedrich Graf | keine weiteren Athleten im Ziel                                                                                                | keine weiteren Athleten im Ziel |
| Doppelzweier (M2x)          | Frankreich Hermann Barrelet Anatol Peresselenzeff | Italien Giuseppe Sinigaglia Nino Torlaschi                                                                                     | Deutsches Reich Bernhard von Gaza Wenzel Joesten |
| Zweier mit Steuermann (M2+) | Frankreich Gabriel Poix Maurice Bouton unbekannt (Steuermann) | Schweiz Charles Holzmann Alfred Felber unbekannt (Steuermann)                                                                  | Italien Franco Gianolio Giorgio Lajolo Gustavo Canton (Steuermann)                                                                                            |
| Vierer mit Steuermann (M4+) | Schweiz Hans Walter Max Rudolf Paul Schmid Walter Schoeller Charles Muhr (Steuermann)                                                                                         | Deutsches Reich Werner Furthmann Oscar Cordes Max Vetter Lorenz Eismayer Johann Baptist Strohschnitter (Steuermann)            | Frankreich |
| Achter (M8+)                | Deutsches Reich Werner Furthmann Josef Fremersdorf Richard Piez Kurt Hoffmann Oscar Cordes Max Vetter Georg Oertel Lorenz Eismayer Johann Baptist Strohschnitter (Steuermann) | Schweiz Hans Walter Max Rudolf Paul Schmid F. Bon Georges Thoma Wilhelm Walter H. Studer Walter Schoeller A. Wolf (Steuermann) | Italien Emilio Lucca Enrico Marinoni Ettore Lucioni Giuseppe Sinigaglia Franco Lajolo Giorgio Gianolio Nino Torlaschi Alfredo Taroni Plinio Urio (Steuermann) |

## Medaillenspiegel
| Rang   | Sportart        | Gold | Silber | Bronze | Gesamt |
| ------ | --------------- | ---- | ------ | ------ | ------ |
| 01     | Deutsches Reich | 2    | 1      | 1      | 4      |
| 02     | Frankreich      | 2    | –      | 1      | 3      |
| 03     | Schweiz         | 1    | 2      | –      | 3      |
| 04     | Italien         | –    | 1      | 2      | 3      |
| Gesamt | Gesamt          | 5    | 4      | 4      | 13     |